# Seisyllwg
Le Seisyllwg est un royaume médiéval du pays de Galles s'étendant sur le Ceredigion, une partie du Carmarthenshire et la péninsule de Gower.

## Histoire
Le royaume de Seisyllwg doit son nom à son fondateur, Seisyll ap Clydog, roi de Ceredigion vers 750. En 872, après la noyade accidentelle du roi Gwgon ap Meurig, le royaume passe à la famille royale du Gwynedd en la personne de son beau-frère Rhodri le Grand. En 920, Hywel Dda unit le Seisyllwg au Dyfed pour former le royaume de Deheubarth.

## Liste des rois de Seisyllwg
- vers 790 -807 : Arthgen ap Seisyll, fils de Seisyll ap Clydog, roi de Ceredigion.
- 807- vers 825 : Dyfnwallon ap Arthgen
- vers 825 -850 : Meurig ap Dyfnwallon
- 850-871 : Gwgon ap Meurig
- 871-877 : Rhodri le Grand
- 878-909 : Cadell ap Rhodri
- 909-920 : Clydog ap Cadell et Hywel Dda